# Тьерра-де-Медина
Тьерра-де-Медина (исп. Tierra de Medina)  — район (комарка) в Испании, входит в провинцию Вальядолид в составе автономного сообщества Кастилия и Леон.

## Муниципалитеты

Районы Вальядолида:
синий: Кампо-де-Пеньяфьель
белый: Тьерра-де-Медина
жёлтый: Монтес-Торосос
голубой:Кампиния-дель-Писуэрга :
красный: Парамос-дель-Эсгева
оранжевый:Тьерра-дель-Вино
зелёный: Тьерра-де-Пинарес
фиолетовый:Тьерра-де-Кампос

1. Агвасаль
2. Альменара-де-Адаха
3. Алаэхос
4. Атакинес
5. Бобадилья-дель-Кампо
6. Босигас
7. Браохос-де-Медина
8. Эль-Кампильо
9. Карпио (Вальядолид)
10. Кастрехон-де-Трабанкос
11. Сервильего-де-ла-Крус
12. Фресно-эль-Вьехо
13. Фуэнте-эль-Соль
14. Фуэнте-Ольмедо
15. Орнильос-де-Эресма
16. Ла-Сека
17. Льяно-де-Ольмедо
18. Ломовьехо
19. Матапосуэлос
20. Медина-дель-Кампо
21. Моралеха-де-лас-Панадерас
22. Мурьель
23. Нава-дель-Рей
24. Нуэва-Вилья-де-лас-Торрес
25. Ольмедо
26. Посаль-де-Гальинас
27. Посальдес
28. Пурас
29. Рамиро
30. Руби-де-Бракамонте
31. Сальвадор-де-Сапардьель
32. Сан-Пабло-де-ла-Моралеха
33. Сан-Висенте-дель-Паласио
34. Серрада
35. Сьете-Иглесиас-де-Трабанкос
36. Торресилья-де-ла-Орден
37. Веласкальваро
38. Вентоса-де-ла-Куэста
39. Вильянуэва-де-Дуэро
40. Вильяверде-де-Медина
41. Ла-Сарса
42. Гомеснарро
43. Родилана
44. Торресилья-дель-Валье
45. Фонкастин